# Baillescourt
Baillescourt is een gehucht in de gemeente Puisieux in het Franse departement Pas-de-Calais. Het ligt in het uiterste zuiden van de gemeente, zo'n 3,5 kilometer ten zuiden van het dorpscentrum van Puisieux, in een uitloper van het grondgebied dat in departement Somme snijdt. Baillescourt ligt aan de rivier Ancre, die er de gemeente- en departementsgrens vormt. Het gehucht bestaat tegenwoordig nog uit een hoeve.

## Geschiedenis
Oude vermeldingen van de plaats dateren uit de 12de eeuw als Ballescort. Het gehucht behoorde in de 13de eeuw tot het Graafschap Saint-Pol, maar werd uiteindelijk afhankelijk van de "gouvernance" van Arras. In de 18de eeuw telde het enkel nog een herenhoeve, een kerkje en pastorie. Op het eind van het ancien régime werd Baillescourt bij de oprichting van de gemeenten ondergebracht in de gemeente Puisieux.
In de Eerste Wereldoorlog lag Baillescourt nabij het front, waar in 1916 zwaar gestreden werd tijdens de Slag aan de Somme.